# Iluminace

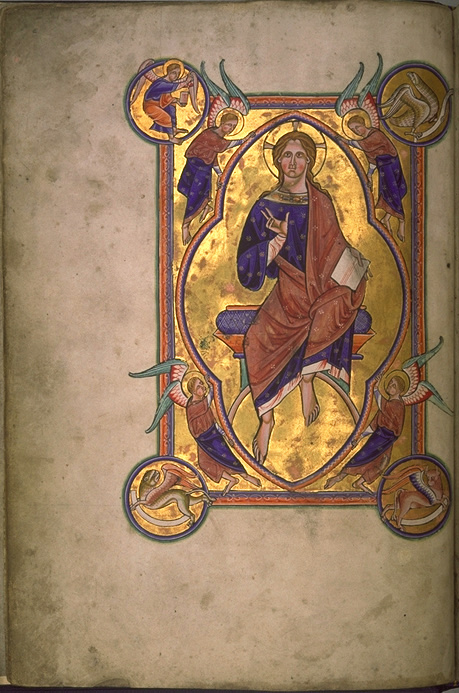
Kristus mezi symboly čtyř evangelistů (Aberdeenský bestiář, 12. stol.)

Iluminace (z lat. illūminātiō, osvětlení, ozdobení) je výtvarný, často barevný obrazový doprovod textu ve středověkých rukopisech. Písař nejprve rozvrhl a nalinkoval stránku, do řádků napsal text a na vhodných místech vynechal místo pro iluminace. Člověk, který kreslil iluminace, byl iluminátor.

## Iniciály a rubriky
Jedním z nejčastějších druhů iluminace jsou ozdobné iniciály, zvětšená první písmena na začátku jednotlivých knih a kapitol. Rukopisy byly většinou psané v latině a většina iluminátorů patrně latinsky neuměla, někteří byli dokonce negramotní. Písař tak musel iluminátorovi malým písmenem naznačit, jaká iniciála na místo patří, protože iluminátor by se mohl z neznalosti jazyka splést. Jednoduché obvykle červené iniciály a rubriky se mohly psát perem a inkoustem a charakterizují prostší, méně nákladné rukopisy. Písař, který je psal, se nazýval rubrikátor. Obyčej velkých, ručně psaných a malovaných iniciál a rubrik zachovávali ještě první knihtiskaři, kteří se snažili napodobit vzhled rukopisů. Teprve později se začaly ozdobné iniciály tisknout ze štočků (dřevorytů), případně i v červené barvě.
Nákladnější a honosnější rukopisy, například bohoslužebné knihy pro královskou potřebu, se vyznačují malovanými iluminacemi a iniciálami, někdy na zlaceném podkladu. Barvy si iluminátor připravoval sám a nanášel je v několika vrstvách kvůli odstínu. Iluminace mohly být čistě ornamentální, ale také figurální, například ilustrace k textu, a od 14. století se ornamentální výzdoba začala rozbíhat i po okrajích stránky kolem textu. Obrázky příběhů, krajin a událostí se osamostatňují a tvoří malá výtvarná díla, takže je přesnější hovořit o miniaturách.

## Historie
Iluminace mají dávný původ a již ve starověkém Egyptě se svitky zpestřovaly obrázky a ilustracemi, kreslenými perem nebo štětcem. V Evropě se starověké rukopisy na papyru zachovaly jen ve zlomcích, vzácně s kreslenými ilustracemi, ale bez iniciál. Ty se objevují až od 5.–6. století, kdy také městské písařské dílny nahrazují klášterní skriptoria. Jak se v nich písařské umění předávalo, vytvářely se velmi charakteristické písařské a malířské školy. Bohatě zdobené rukopisy raného a vrcholného středověku jsou převážně náboženské, od 13. století přistupuje i poezie, beletrie a odborná literatura. V náročných rukopisech pozdního středověku iluminace často pokračovaly až po okrajích stránky. V pozdním středověku se vyskytovaly i rukopisy nedokončené, kde je pro iniciály a iluminace vynecháno místo, ale iluminace chybí. To platí ještě víc pro prvotisky.
Vysokou úroveň knižní iluminace a grafiky vykazují od raného středověku i rukopisy perské a arabské, jak ornamentální, tak také – přes zákaz zobrazování v islámu – figurální. Podobně jako v rukopisech indických, čínských a japonských jsou však ilustrace vytvářeny podobnou technikou jako písmo a je asi lepší hovořit o grafickém zpracování textu a stránek než o iluminacích. Naopak v evropském knižním umění se text a ilustrace zřetelně oddělují, což se pak projevuje i v tisku. Velké ozdobné iniciály se těšily velké oblibě v renesanci i v barokní době, tiskaři vytvářeli i různé ozdobné rámečky a linky, které ale zřetelně kontrastují se sázeným tiskem.
Jisté oživení iluminací a iniciál přineslo hnutí za obnovu řemesel (Arts and Crafts, William Morris) a později bibliofilské tisky. Malíř Adolf Kašpar vydal po první světové válce několik Nerudových fejetonů ručně opsaných a ilustrovaných v malém formátu.

## Galerie

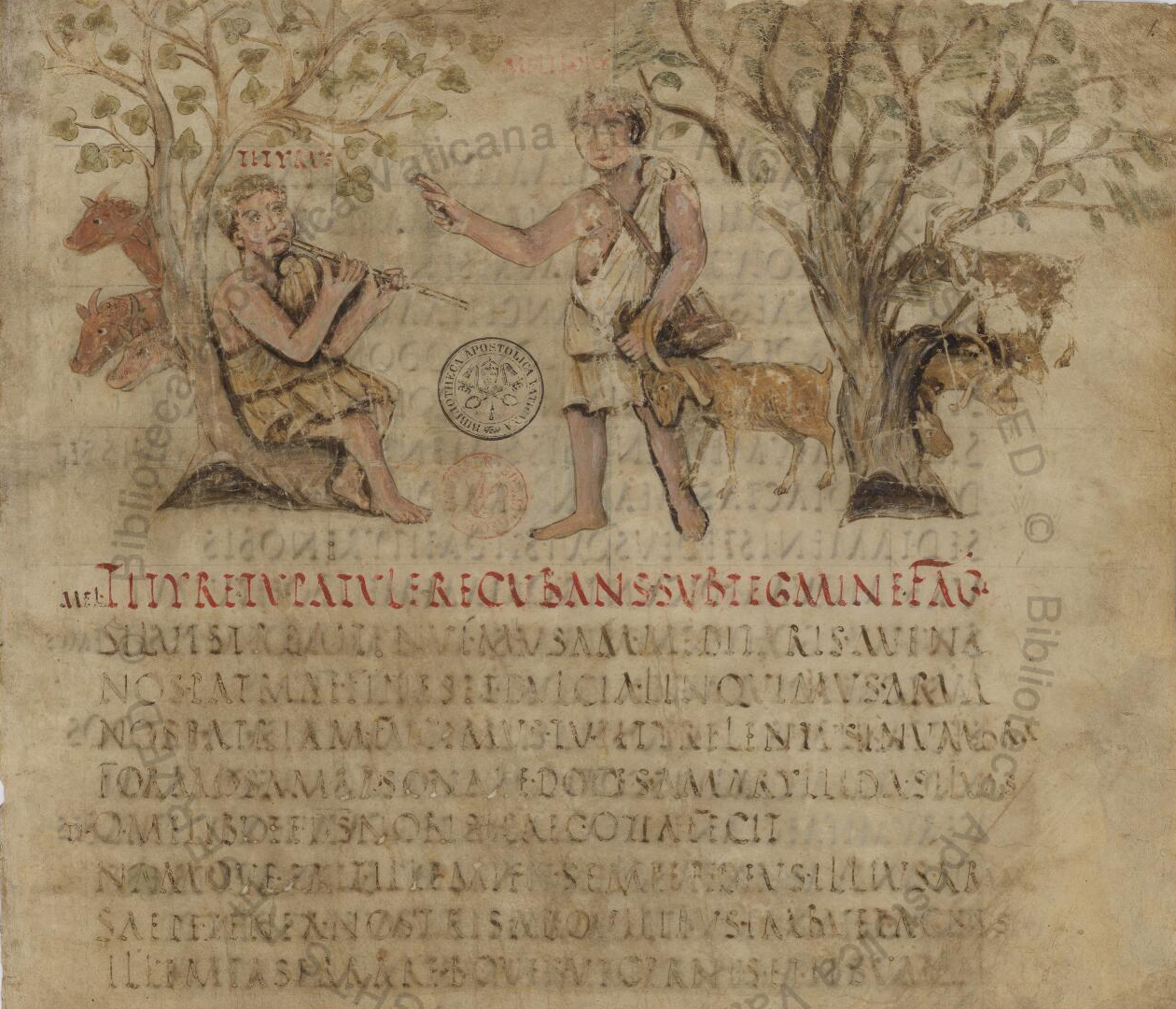
Vergilius, Eklogy (Řím, 5. stol.)
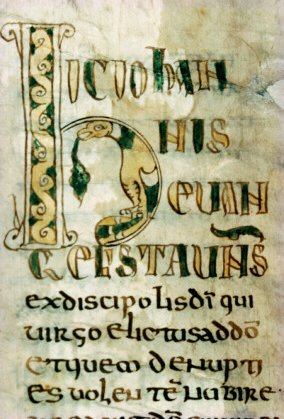
Bible (Autun, 8. stol.)
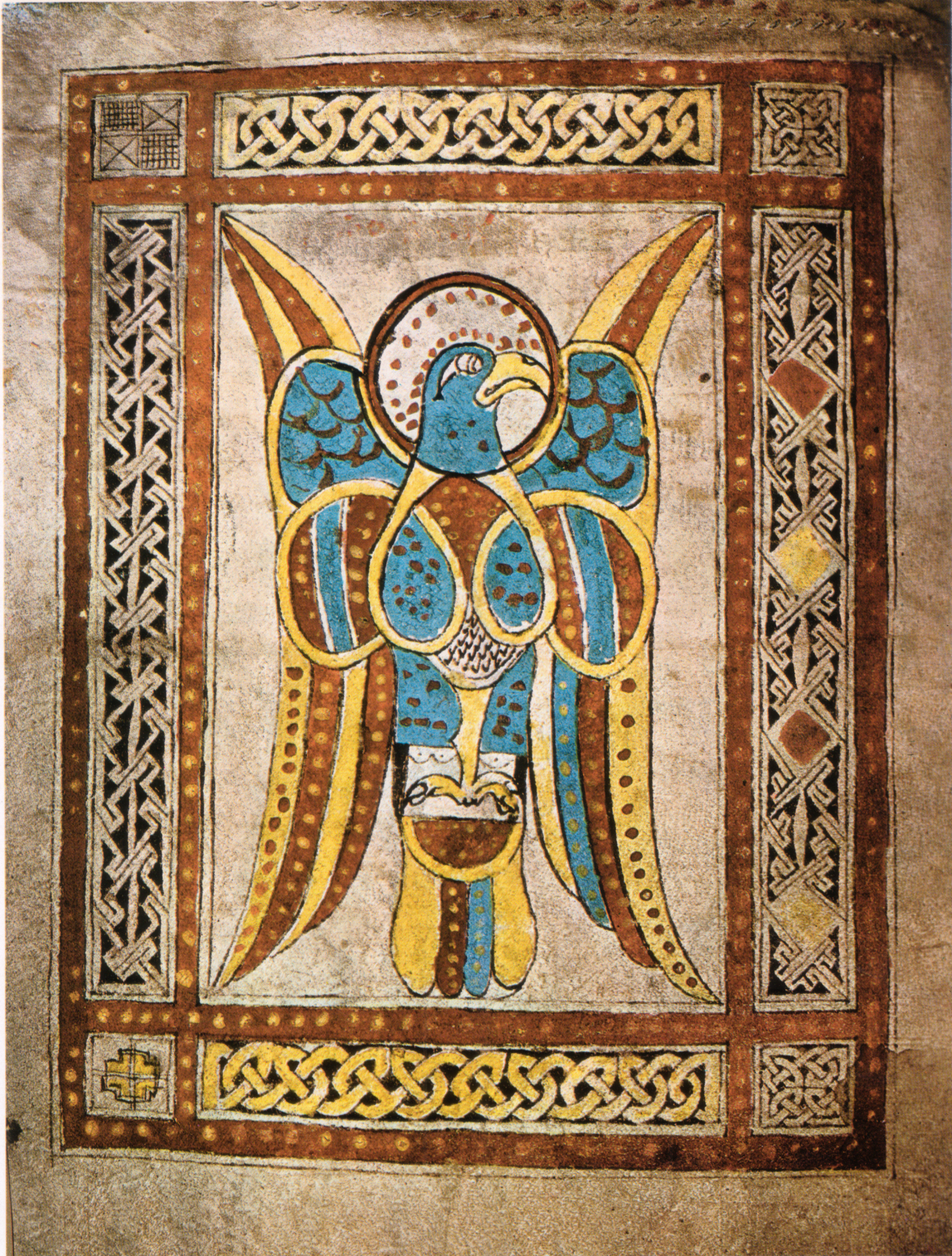
Symbol evangelisty Jana (Dublin, 8. stol.)
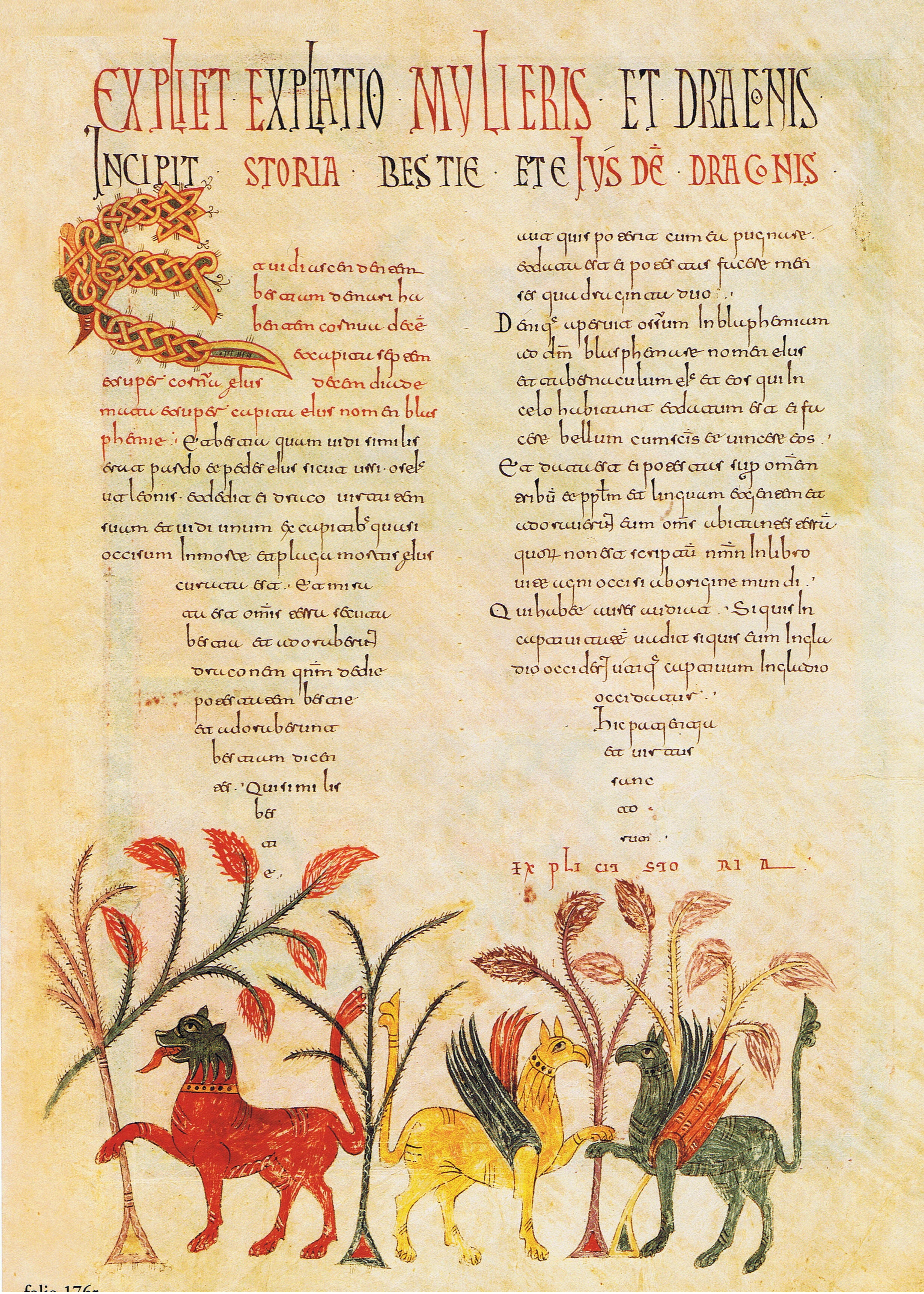
Beatus (Gerona, 975)
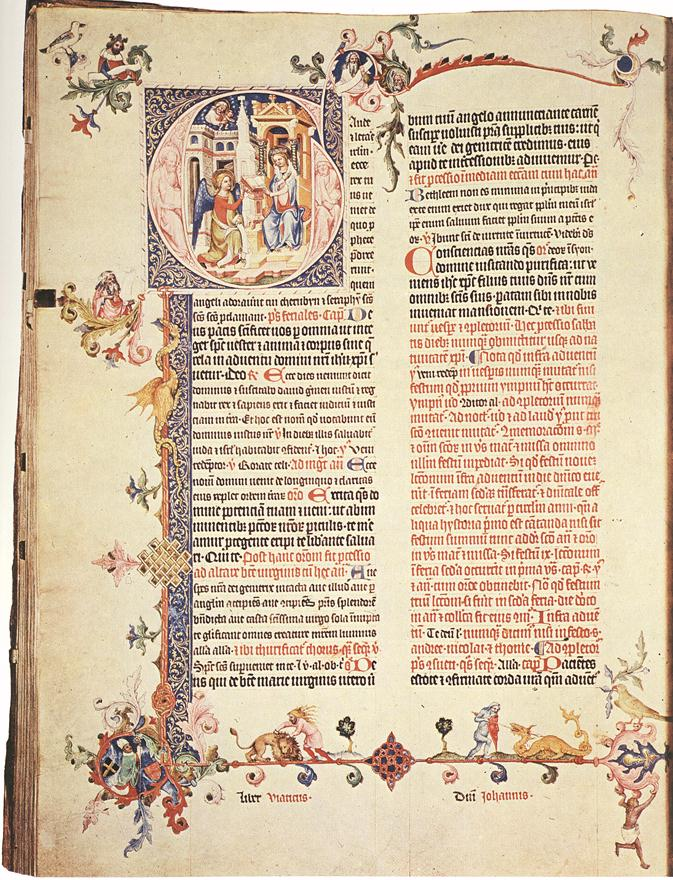
Cestovní misál (Praha, kolem 1360)
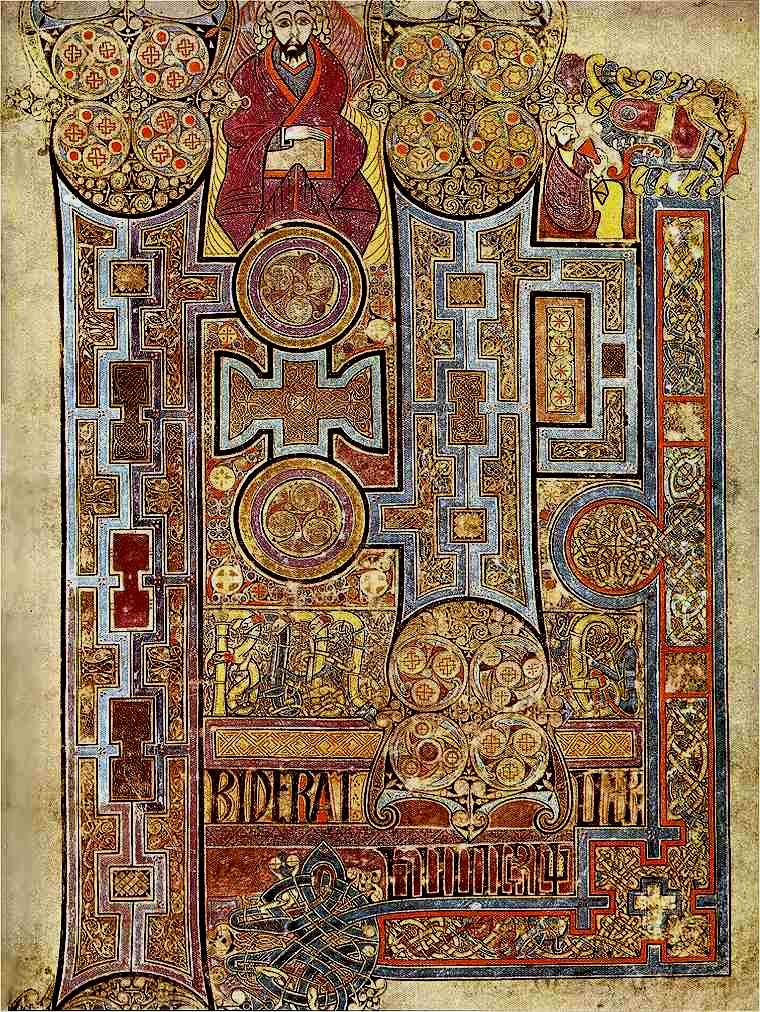
Začátek Janova evangelia z Knihy z Kellsu (před rokem 800)